# Illa de Formentor

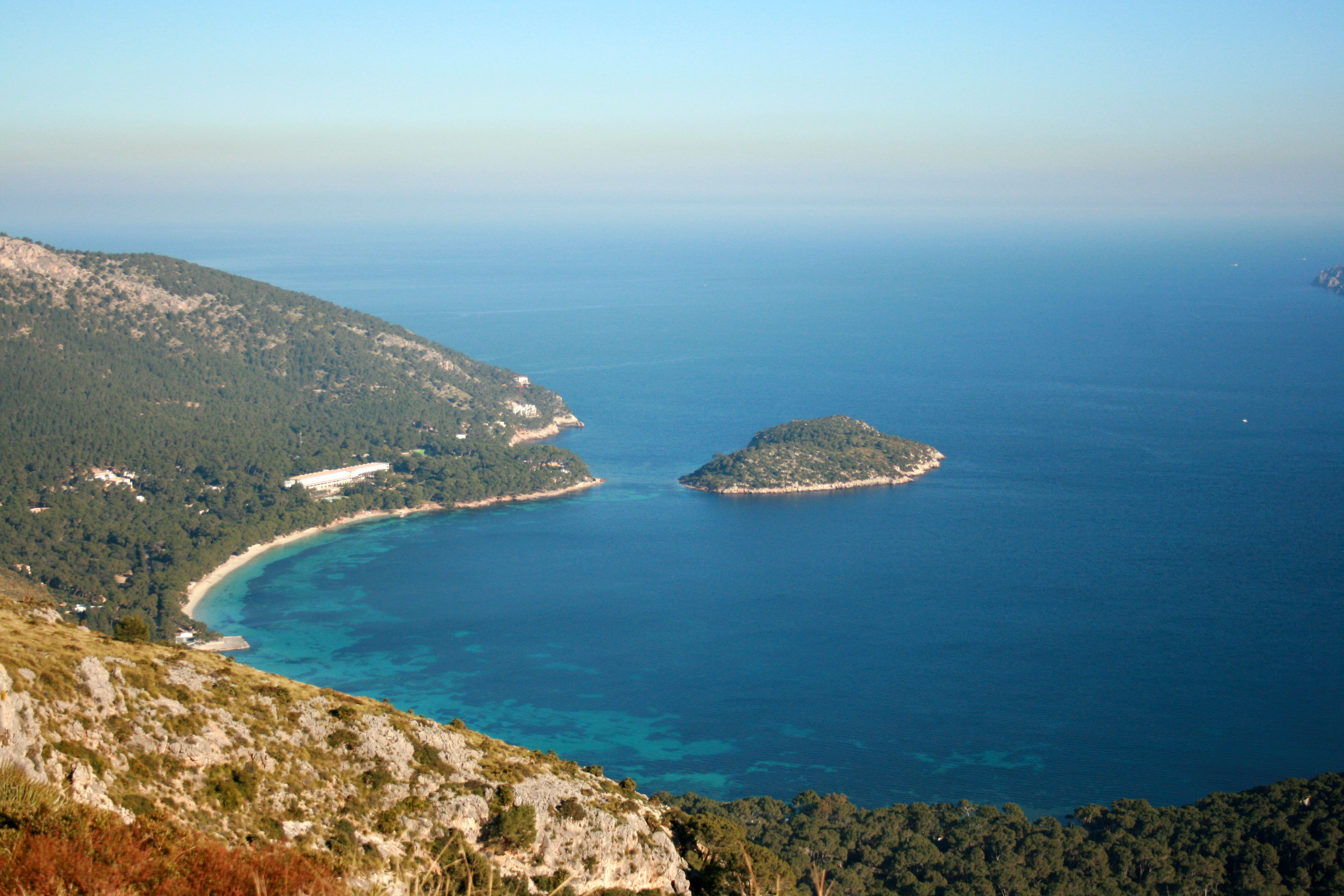
Illa i platja de Formentor.

L'Illa de Formentor és un illot situat a l'extrem nord de Mallorca i al sud-oest de la península de Formentor. L'illot tanca pel nord-oest la badia de Pollença, a la sortida de la cala Pi de la Posada. Es troba al municipi de Pollença. Té una alçada de 27 m. Octubre, novembre i desembre són els mesos amb major pluviometria, tot i que és escassa a l'illot. Les temperatures són molt semblants a Mallorca.